# Michelangelo Celesia
Michelangelo (Pierre) Celesia, O.S.B., italijanski rimskokatoliški duhovnik, škof in kardinal, * 13. januar 1814, Palermo, † 14. april 1904.

## Življenjepis
15. januarja 1835 je podal redovne zaobljube pri benediktincih in 24. julija naslednjega leto je prejel duhovniško posvečenje.
25. marca 1850 je postal opat Monte Cassina; 23. marca 1860 je bil imenovan za škofa Pattija. Škofovsko posvečenje je prejel 15. aprila istega leta.
27. oktobra 1871 je bil imenovan za nadškofa Palerma. 10. novembra 1884 je bil povzdignjen v kardinala in imenovan za kardinal-duhovnika S. Prisca. 
25. novembra 1887 je bil imenovan za kardinal-duhovnika S. Marco.